# プロ野球スピリッツ6
『プロ野球スピリッツ6』（プロやきゅうスピリッツしっくす）は、コナミデジタルエンタテインメント（以下、KDE-J）から、2009年7月16日にPlayStation 2・PlayStation 3向けに発売されたリアル野球ゲーム。『プロ野球スピリッツ』シリーズの8作目にあたる。略称は『プロスピ6』。韓国でも同日に発売されたが、ゲーム中の朝鮮語実況やハングル翻訳などのローカライズは行われていない。

## 概要
前作『5完全版』と同様にPlayStation 2（PS2）とPlayStation 3（PS3）とのダブルプラットホームでの発売である。今作は例年（4月上旬頃）よりも遅めの発売なので（本来ならばこの時期にはパワプロのメインシリーズが出る）、細かいところまで製作されている。
- 前作と同じく、支配下登録されている全選手（育成選手を除く）を収録。開幕版としては初の試み。ただし開発期間の都合上、発売日直前までに行われたシーズン中の一部の選手移籍は反映されていない（下記参照）。PS3版では、オンラインを通じて選手データを無料アップデート可能。
- 選手の能力をグラフ化。
- アクション要素を排除した監督プレイモードを搭載。各選手の打席ごとに指示を行う。
- 『実況パワフルメジャーリーグ2009』に引き続きWorld Baseball Classicモードを搭載。2009年に行われたWBCの各国代表全選手を収録（ただし、WBCモード日本代表に、村田修一に代わってWBC日本代表に緊急招集された栗原健太は収録されていない）。
- PS3版については今作からトロフィー機能に対応しており、ある条件を満たすことでトロフィーを獲得できる。

反映された途中入団選手
新入団選手
- エドガルド・アルフォンゾ（読売ジャイアンツ）
- ルイス・ヒメネス（北海道日本ハムファイターズ）[1]
- ジェン・カイウン（阪神タイガース）
- ホセ・オーティズ（福岡ソフトバンクホークス）
- スコット・マクレーン（広島東洋カープ）
- クレイグ・ブラゼル（阪神タイガース）

育成選手からの支配下選手登録
- ユウキ（東京ヤクルトスワローズ）
- 堂上隼人（福岡ソフトバンクホークス）
- 宮本裕司（千葉ロッテマリーンズ）
- 岡田幸文（千葉ロッテマリーンズ）
- フアン・カルロス・ムニス（千葉ロッテマリーンズ）

トレードで移籍した選手
- 橋本健太郎（阪神タイガース）⇔久保康友（千葉ロッテマリーンズ）
- 宮出隆自（東京ヤクルトスワローズ）⇔一場靖弘（東北楽天ゴールデンイーグルス）

反映されなかった途中入団選手
新入団選手
- トッド・リンデン（東北楽天ゴールデンイーグルス）
- 福盛和男（東北楽天ゴールデンイーグルス）
- アンディ・フィリップス（広島東洋カープ）
- ジョナ・ベイリス（埼玉西武ライオンズ）
- スティーブン・ランドルフ（横浜ベイスターズ）

育成選手からの支配下選手登録
- 丈武（東北楽天ゴールデンイーグルス）
- 野原祐也（阪神タイガース）
- レビ・ロメロ（読売ジャイアンツ）

トレードで移籍した選手
- 藤田太陽（阪神タイガース）⇔水田圭介（埼玉西武ライオンズ）

ちなみに、発売日当日には既に退団していたスコット・ドーマン（広島東洋カープ）投手も収録されている。

## 選手能力アップデート
上記にも先述しているとおり、PS3版では新要素としてオンラインを通じて選手データを無料で最新の状態にアップデートできる。プロ野球スピリッツシリーズで、このアップデートにより選手能力が初期収録時とは違うものに更新される（オンラインモードの選手カードにあるキラカードの数も変動する）ため、「決定版」を購入することなく最新のデータでプレイできるようになった。

### アップデート日
- 第1回 9月3日 2009年7月後半データ
- 第2回 10月16日 2009年シーズン終了時データ

### その他
公式には公表されていないが、第1回のアップデートで監督プレイの調整が行われている。第2回では選手能力以外に変更はない。

## 実況・解説
- 実況：山口富士夫
- 打者解説：田尾安志、達川光男
- 投手解説：黒木知宏

特に投手解説については、前作まで担当していた西崎幸広と宮本和知の両者が外れており、コナミのリアル系野球ゲームとしてはタイトル変更前の『THE BASEBALL 2003 バトルボールパーク宣言 パーフェクトプレープロ野球』以来の投手解説1人になっていてゲーム史上初の3人体制となっている。
また、投手解説の黒木は「4」まで現役選手として収録されており、初めて収録経験のある選手が解説者として起用された。また試合では、投球解説の黒木を外す事は出来ず田尾か達川のどちらかからしか選ぶ事が出来ない。

## CM
CS放送のプロ野球中継（J SPORTS STADIUM、スカイ・Aスタジアム、GAORAプロ野球中継など）内でCMを放送している。光山英和と城野昭が実況席で中継をしていると思ったら本ゲームをプレイしていたという内容。中継中の試合と同じカードで対戦しており、ホーム側チームを城野が、ビジター側チームを光山が操作、いずれも城野が光山を圧倒するという内容。この二人は、GAORAプロ野球中継でよく共演している。